# Fire Emblem Heroes
Fire Emblem Heroes és un videojoc de rol tàctic freemium de la sèrie Fire Emblem desenvolupat per Intelligent Systems i publicat per Nintendo per a dispositius iOS i Android. Considerant un spin-off mòbil de la saga, va sortir mundialment el 2 de febrer de 2017.

## Jugabilitat
Començant amb un mapa quadriculat que mesura 8 x 6, els jugadors han d'anar convocant personatges de la saga Fire Emblem per atacar als enemics contraris. Hi ha centenars d'herois.
La moneda utilitzada a Fire Emblem Heroes són orbes, que poden reomplir la stamina del jugador o utilitzar-se per adquirir herois. Les missions poden costar més que un stamina per jugar mentre que aquesta va recuperant-se un cop cada cinc minuts d'un total de 99. Els orbes es poden aconseguir completant activitats dins el joc o amb diners reals.
Com amb el seu anterior joc de mòbil, Super Mario Run, Heroes necessita connexió permanent a internet per jugar.

## Desenvolupament
El joc va ser anunciat per primer cop per Nintendo l'abril del 2016, juntament amb una aplicació per a mòbils de la sèrie Animal Crossing, originalment planejada per estrenar-se aquell any. El títol del joc i detalls sobre la jugabilitat van ser revelats més tard en una conferència especial Nintendo Direct sobre Fire Emblem realitzada a finals de gener de 2017. Just després, Nintendo va iniciar una promoció online de "triar la teva llegenda", on els jugadors podien votar diversos personatges de la sèrie per ser inclosos a Heroes. El joc va sortir a tot el món (concretament a 39 països) als dispositius iOS i Android el 2 de febrer de 2017.

## Freqüència de Invocació
En el apartat de invocar, tenim el "banners" que cadascun no comparteixen la mateixa freqüència de invocació, aquesta freqüència de invocació:
- 3% per 5-estrelles (preferents)
- 3% per 5-estrelles
- 58% per 4-estrelles
- 36% per 3-estrelles